# 里克·W·埃倫
里克·W·埃倫（Rick W. Allen；1951年11月7日—）是美國的一位政治人物。自2015年開始，他是喬治亞州第12選舉區選出的美國眾議院議員。他的黨籍是共和黨。里克·W·埃倫在2012年曾經參加共和黨內喬治亞第12選區的初選。